# Leon Schmökel
Leon Schmökel (* 9. Juni 2002 in Wolfen) ist ein deutscher Fußballspieler.

## Karriere
Nach seinen Anfängen im Nachwuchs von RB Leipzig und des Halleschen FC wechselte er im Sommer 2018 in die Jugendabteilung des 1. FC Magdeburg. Nach insgesamt 23 Spielen in der A-Junioren-Bundesliga, bei denen ihm insgesamt ein Tor gelang, gehörte er auch teilweise ab Mai 2021 zum Kader der 1. Mannschaft in der 3. Liga an und kam auch zu seinem ersten Einsatz im Profibereich, als er am 5. Mai 2021, dem 35. Spieltag, beim 3:0-Auswärtssieg gegen den 1. FC Saarbrücken von Trainer Christian Titz in der 89. Spielminute für Andreas Müller eingewechselt wurde. Zur Drittliga-Saison 2021/22 statteten die Magdeburger Schmökel mit einem Profivertrag aus. Nachdem er in der Hinrunde zu keinem weiteren Einsatz gekommen war, wurde Schmökel zwecks Spielpraxis im Januar 2022 für ein halbes Jahr an den Regionalligisten VfB Germania Halberstadt verliehen. Im Sommer 2023 wechselte er zum Regionalligisten ZFC Meuselwitz.